# Городоцький ялинник
Городо́цький яли́нник — ботанічна пам'ятка природи місцевого значення в Україні. Об'єкт розташований на території Маневицького району Волинської області, ДП «Городоцьке ЛГ», Городоцьке лісництво, квартал 54, виділ 3. 
Площа — 4,3 га, статус отриманий у 1986 році.
Охороняється високобонітетна еталонна ділянка природного походження ялини європейської (Picea abies) віком 100 років.